# Martin Brett
Pour les articles homonymes, voir Brett.
Martin Brett, pseudonyme de Douglas Sanderson, né le 20 août 1920 dans le comté de Kent en Angleterre et mort le 13 novembre 2002 à Alicante, en Espagne, est un écrivain anglais naturalisé canadien de roman policier et de roman noir. Il signe ses romans sous son nom, et sous un second pseudonyme, Malcolm Douglas.

## Biographie
Après avoir servi dans la Royal Air Force pendant la Seconde Guerre mondiale, il s’expatrie au Canada en 1947 pensant poursuivre ses études à l’Université McGill de Montréal. Il est naturalisé en 1952. La même année, sous son nom, il publie Dark Passion Subdue, un récit sur l’homosexualité refoulée.
En raison d’un pari avec des amis, il se renseigne sur le genre de roman de Mickey Spillane et écrit son premier roman policier. Il crée à cette occasion Mike Garfin, détective privé canadien d’origine franco-irlandaise, héros de quatre romans tous traduits en France, dont l’action se déroule à Montréal, chacun pendant une saison différente. Mike Garfin affronte tout à tour des trafiquants de drogue dans Mon cadavre au Canada (Hot Freeze, 1954), un réseau de prostitution dans Salmigonzesses (The Darker Traffic, 1954), des truands voulant capter un héritage dans Du rebecca chez les femmes (The Deadly Dames, 1956) et un dictateur sud-américain dans La Came à papa (A Dum-Dum for a President, 1961), tout autant que les rigueurs du temps : neige, froid, chaleur, moustiques.
En raison de publications chez un autre éditeur, le héros de Du rebecca chez les femmes (The Deadly Dames, 1956) se nomme Bill Yates, mais il s’agit bien de Mike Garfin. L’édition française rétablit d'ailleurs sa véritable identité et fait paraître le roman sous la signature Martin Brett.
En 1961, il écrit La Came à papa (Dead Connection), un réquisitoire contre la drogue tellement violent qu’aucun éditeur britannique ou américain ne le publiera avant sa traduction en français.
Auparavant, en 1955, il quitte le Canada et s’installe à Alicante en Espagne. Il continue d’écrire la suite de la série Mike Garfin, en plus d'autres romans policiers et d’aventures se déroulant bien souvent en Espagne, en Italie, en Afrique et dans le monde arabe.
Bien qu'il ait eu recours à son patronyme et au pseudonyme de Malcolm Douglas pour plusieurs romans, tous ceux traduits en français sont parus dans la Série noire sous la signature Martin Brett. Vraisemblablement pour des raisons commerciales, les traductions sont indiquées systématiquement comme « traduit de l’américain » alors que Martin Brett écrit en anglais britannique.

## Œuvre

### Romans signés Martin Brett

#### SérieMike Garfin
- Hot Freeze, 1954 Publié en français sous le titre Mon cadavre au Canada, Paris, Gallimard, Série noire no 267, 1955
- The Darker Traffic, 1954 (autre titre : Blondes Are my Trouble) Publié en français sous le titre Salmigonzesses, Paris, Gallimard, Série noire no 301, 1956
- Deadly Dames, 1956 (signé Malcolm Douglas aux États-Unis et Martin Brett en France)Publié en français sous le titre Du rebecca chez les femmes, Paris, Gallimard, Série noire no 335, 1956
- The Final Run, 1957 (autre titre : Flee from Terror) Publié en français sous le titre Un bouquet de chardons, Paris, Gallimard, Série noire no 367, 1957
- A Dum-Dum for a President, 1961 Publié en français sous le titre Estocade au Canada, Paris, Gallimard, Série noire no 632, 1961

#### Autres romans
- Exit in Green,  (autre titre : Murder Came Tumbling) 1953
- Dead Connection, 1961 Publié en français sous le titre La Came à papa, Paris, Gallimard, Série noire no 649, 1961

### Romans signés Douglas Sanderson
- Dark Passion Subdue, 1952
- The Shreds, 1958 Publié en français sous le titre Sable-d'or-les-pains !, Paris, Gallimard, Série noire no 458, 1958 ; réédition, Paris, Gallimard, Carré noir no 480, 1963
- Night of the Horns, 1958 (autre titre : Murder Comes Calling) signé Malcolm Douglas
- Cry Wolfram, 1959 (autre titre : Mark it form Murder) Publié en français sous le titre La Semaine de bonté, Paris, Galliamrd, Série noire no 468, 1958
- The Stubborn Unlaid, 1960 (autre titre : Catch a Fallen Starlet) Publié en français sous le titre Cinémaléfices, Paris, Gallimard, Série noire no 567, 1960
- A Lamb to Slaughter, 1963 Publié en français sous le titre As-tu vu Carcassonne ?, Paris, Gallimard, Série noire no 801, 1963
- Score for Two Dead, 1964 Publié en français sous le titre Le moine connaît la musique, Paris, Gallimard, Série noire no 900, 1964
- Black Reprieve, 1965 Publié en français sous le titre Couper cabèche, Paris, Gallimard, Série noire no 858, 1964
- No Charge for Framing, 1969
- A Dead Bullfighter, 1975
- A Dead Heat, 1984

### Romans signés Malcolm Douglas
- Prey by Night, 1955 Publié en français sous le titre À boulets rouges, Paris, Gallimard, Série noire no 319, 1956
- And All Flesh Dies, 1955 (autre titre : Rain of Terror) Publié en français sous le titre La Fête à la grenouille, Paris, Gallimard, Série noire no 326, 1956
- Pure Sweet Hell, 1957
- Shout for a Killer, 1963 Publié en français sous le titre Chabanais chez les pachas, Paris, Gallimard, Série noire no 771, 1963

## Sources
- Claude Mesplède (dir.), Dictionnaire des littératures policières, vol. 1 : A - I, Nantes, Joseph K, coll. « Temps noir », 2007, 1054 p. (ISBN 978-2-910686-44-4, OCLC 315873251), p. 298-299.
- Claude Mesplède, Les années "Série noire" : bibliographie critique d'une collection policière, vol. 1 : 1945-1959, Amiens, Editions Encrage, coll. « Travaux » (no 13), 1992 (ISBN 978-2-906389-34-2).
- Claude Mesplède, Les années "Série noire" : bibliographie critique d'une collection policière, vol. 2 : 1959-1966, Amiens, Editions Encrage, coll. « Travaux » (no 17), 1993, 4 p. (ISBN 978-2-906389-43-4).
- Claude Mesplède et Jean-Jacques Schleret, SN, voyage au bout de la Noire : inventaire de 732 auteurs et de leurs œuvres publiés en séries Noire et Blème : suivi d'une filmographie complète, Paris, Futuropolis, 1982, 476 p. (OCLC 11972030), p. 42-44.